# Ивашенцов, Сергей Николаевич
Сергей Николаевич Ивашенцов (Ивашинцев) (1801—1871) — генерал-лейтенант русской императорской армии.

## Служебная карьера
Родился 23 сентября 1801 года[по какому календарю?]. Сын дворянина Рязанской губернии, капитана Николая Гуровича Ивашинцова (Ивашенцова, Ивашинцева) (1773 — после 1841) и Надежды Терентьевны, урожденной Пахомовой (? — 1852).
Воспитывался в частном учебном заведении. В 1816 году был определён из частного военного заведения в Сибирский гренадерский полк подпрапорщиком.
В 1817 году был произведён в прапорщики с переводом в Гренадерский фельдмаршала графа Румянцева-Задунайского полк; в 1818 году произведён в подпоручики, в 1819 г. произведен в поручики; с 1821 года — штабс-капитан, с 1824 — капитан.
В 1827 году С. Н. Ивашенцов был произведён в майоры с переводом в Гренадерский генералиссимуса князя Суворова полк. В 1830 году утверждён батальонным командиром.
Участвовал в подавлении Польского восстания 1830—1831 гг.: был 22 февраля 1831 года в сражении при Грохове; 14 мая 1831 года получил ранение под Остроленком ружейной пулей в левую руку выше локтя. В 1831 году за отличие в сражении произведён в подполковники.
Произведён в 1839 году в полковники и в следующем году получил назначение командиром Гренадерского Его Королевского Высочества наследного принца Оранского полка.
С 3 апреля 1849 года — генерал-майор и с 1850 года — командир 2-й бригады 2-й гренадерской дивизии.
С 1855 года командовал 11-й резервной пехотной дивизией, а с 1856 года — резервной дивизией 2-го армейского корпуса.
Генерал-лейтенант с 30 августа 1857 года.
В 1859 году он был назначен начальником резервной дивизии 3-го армейского корпуса; в 1861 году зачислен по армейской пехоте в запасные войска. С 1864 года состоял презусом военно-судной комиссии при Санкт-Петербургском комендантском управлении.
Умер 23 мая (4 июня) 1871 года в Пскове.

## Награды

### Российские
- Орден Святой Анны 3-й степени (22.08.1826)
- Орден Святого Владимира 4-й степени с бантом (1831)
- Орден Святой Анны 2-й степени (21.09.1834)
- Орден Святого Станислава 2-й степени (01.08.1836)
- Орден Святого Георгия 4-й степени (11.12.1840; за выслугу)
- Орден Святого Владимира 3-й степени (17.12.1845)
- Орден Святого Станислава 1-й степени (6.12.1853)
- Орден Святой Анны 1-й степени (1857) и императорская корона к ордену (1869)
- Медаль «В память Отечественной войны 1812 года»
- Знак отличия беспорочной службы за XL лет

### Иностранные
- Знак Virtuti militari 3-й степени (1831 год)
- Орден Нидерландского льва 2-й степени (1 мая 1849 года)

## Семья
Жена: Александра Васильевна Чернягина (? – 1873), дочь коммерции советника и потомственного почетного гражданина. Их дети:
- Василий Сергеевич (1833—1885), статский советник, камергер Высочайшего двора.
- Николай Сергеевич (1834 — до 1910), подполковник.
- Александра Сергеевна (1836 — после 1871), в замужестве Соколова.
- Мария Сергеевна (1837 — до 1858)
- Михаил Сергеевич (1843 — до 1878), майор.
- Надежда Сергеевна (1847 — после 1917)
- Дмитрий Сергеевич (1848 — 1917), кандидат прав, присяжный поверенный, переводчик английской литературы.
- Ольга Сергеевна (1854 — после 1917), в замужестве Черепнина